# Yaya (district)
Yaya est un district du département du Niari en république du Congo.
Ce district a été créé en 1994.